# 圣殿山
圣殿山（希伯來語：‎，阿拉伯语：‎）位于耶路撒冷旧城的宗教圣地。

## 歷史
圣殿山昔日称为摩利亚山， 是犹太教最神圣的地方。犹太人的耶路撒冷圣殿就位于此处：第一圣殿建于前967年，前586年被摧毁；第二圣殿建于前515年，公元70年被摧毁，遺下西牆作為痕跡。犹太教一般还相信，这里还将是弥赛亚到来时重建第三圣殿的地点。犹太人认为圣殿山就是现在阿克萨清真寺的位置。但是阿拉伯人认为，犹太人的说法「荒谬」，因为犹太人「从来没有提供有效的证据」来证实圣殿山就是现在阿克萨清真寺的位置。以色列建国后，无数的考古证据已证实阿克萨清真寺的地点， 即是所罗门圣殿所在的位置。例如按圣经记载。圣殿山的南面紧贴着大卫城。经过几十年的挖掘和考古研究，大卫城已对外开放，成为以色列的国家公园之一。
伊斯兰教2个重要的宗教圣地位於聖殿山：圆顶清真寺（建于690年）和阿克萨清真寺（建于710年）。

在1948年到1967年约旦统治东耶路撒冷期间，不允许以色列人進入耶路撒冷舊城。此处与整个约旦河西岸在1950年被合并为约旦王国。
1967年六日战爭后，以色列將约旦逐回约旦河东岸並佔領東耶路撒冷；其後以色列与约旦达成协议，兩清真寺仍由约旦管理，四周由以色列军警严密把守，圣殿山自此成為世上最具政治争议性的宗教圣地之一。

## 政治

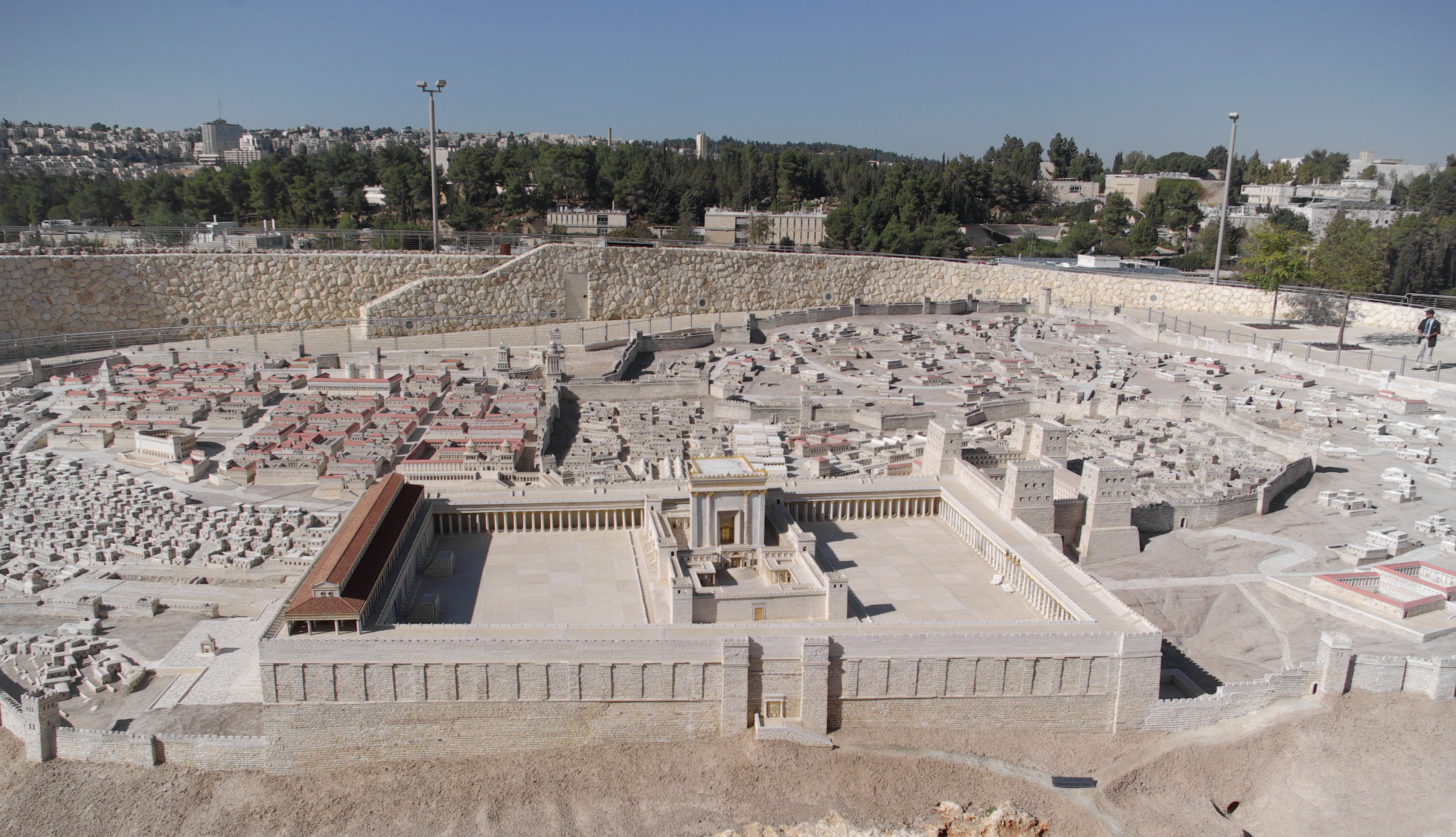
以色列博物館的第二聖殿模型
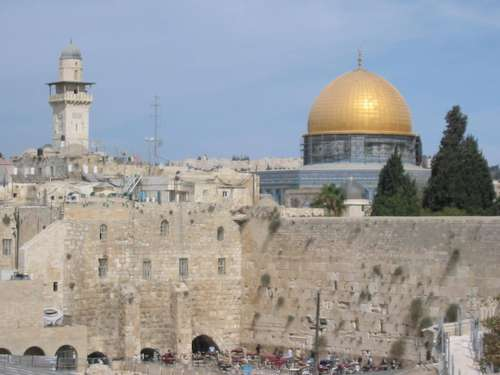
根据犹太人说法，今日圣殿山，前景的西墙是原第二聖殿的一部分，山上是圆顶清真寺， 阿拉伯人不认同该说法。
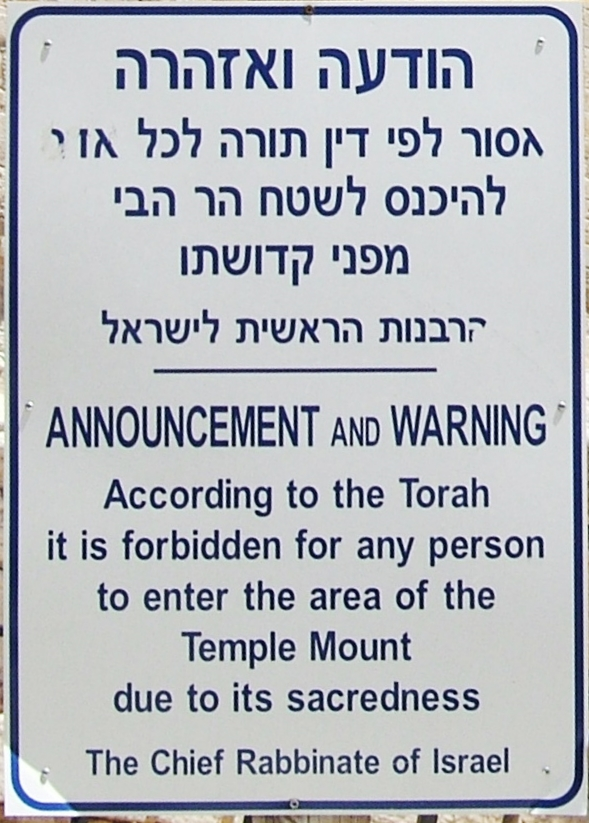
以色列首席拉比署的希伯來語與英語警告牌，指出因為聖殿山的聖潔，依照猶太教律法妥拉，任何人都禁止進入聖殿山範圍。
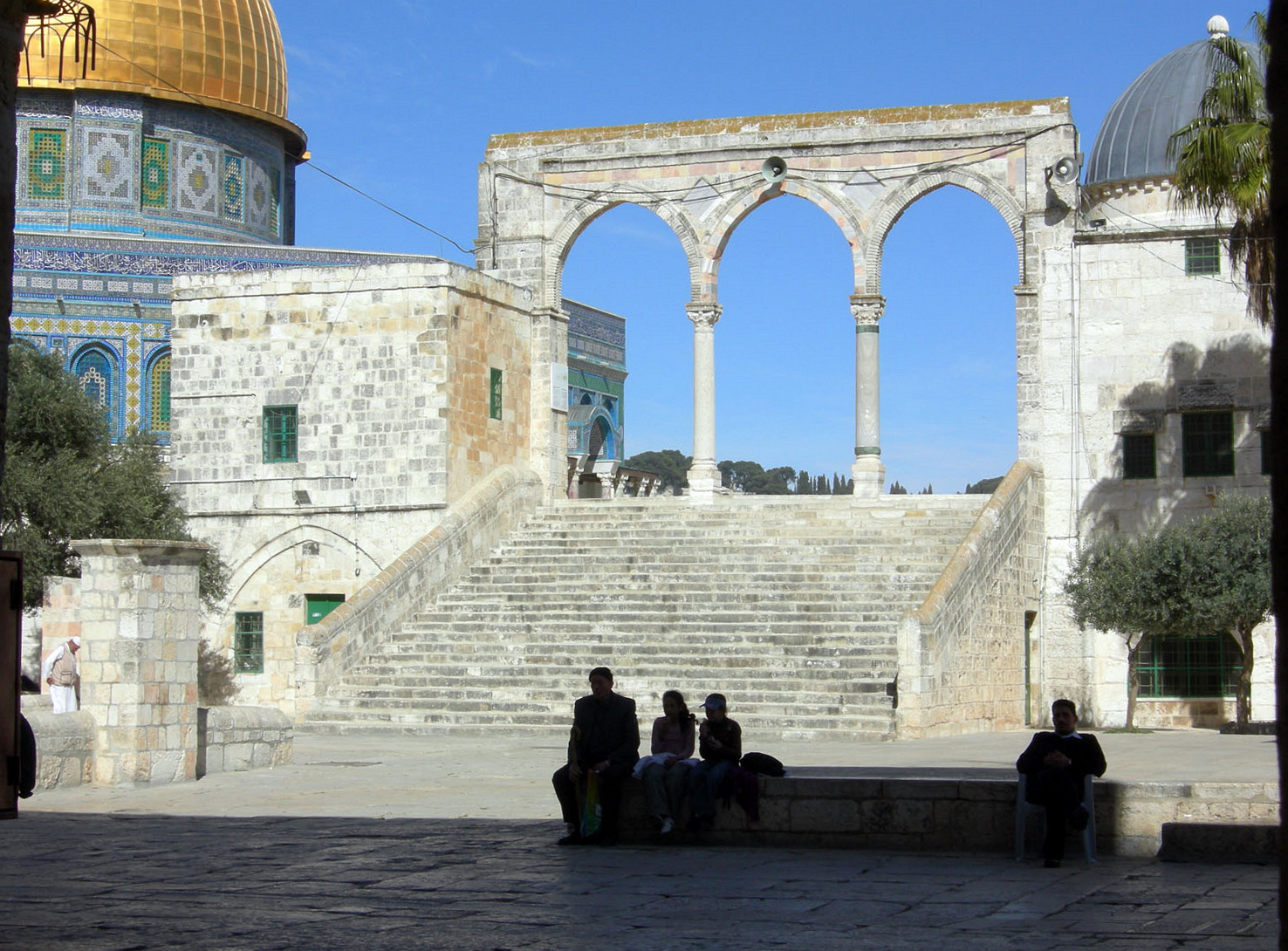